# Jonathan Leshnoff
Jonathan Leshnoff  (New Brunswick (New Jersey), 8 september 1973) is een Amerikaans componist.
Zijn muzikale opleiding verkreeg hij aan het conservatorium van Peabody Institute en kreeg daar onderricht van (de inmiddels overleden) Moriss Cotel, die de gewoonte had zijn leerlingen de vrije hand te geven. Verder onderricht kreeg hij aan de Universiteit van Maryland.Een andere invloedrijke persoon was (toen) collegacomponist Stephen Albert, die masterclasses gaf aan die eerste onderwijsinstelling. Albert was een voorstander van de terugkomst van melodie in de serieuze muziek. Daarmee ging Albert lijnrecht in tegen aanhangers van de meeste stromingen binnen de klassieke muziek van de 20e eeuw.  Het leek daarin belangrijker dat de structuur van de compositie juist was, dan dat luisteraars het mooi vonden. Leshnoffs eigen voorkeur gaat uit naar muziek van Johann Sebastian Bach, Ludwig van Beethoven, Igor Stravinski en Béla Bartók. Leshnoff constateerde daarbij wel, dat hij voor wat betreft zijn opleiding de voordelen had van een vrijere opleiding dan de componisten van de voorgaande generaties; deze werden volgens hem in een keurslijf gedrongen van de toen geldende muziekstromingen. Tijdens zijn opleiding was dat enigszins vrijer geworden.
Inmiddels geeft Leshnoff zelf les aan de universiteit van Towson. In zijn opleiding gebruikt hij ook vaak voorbeelden van componisten die een voorliefde hadden voor melodie zoals Paul Hindemith, Walter Piston en Randall Thompson.

## Oeuvre
Zijn eerste officiële compositie Hadran (voor orkest) vloeide in 1996 uit zijn pen, daarna volgden in rap tempo andere composities waarbij de genres dan toch voornamelijk verwijzen naar de romantiek. In 2010 zijn van hand al verschenen een symfonie, een aantal concertos en twee strijkkwartetten (gegevens 2010). Symfonie nr. 2 staat gepland voor het seizoen 2014/2015, aldus de componist. 

### Werklijst
- 1996: Hadran;
- 1999: Elegy
- 2000: Cellosonate
- 2000: Riverend
- 2001: Racing pulse
- 2001: Seven nightmares
- 2002: Run
- 2002: Without a chance
- 2002: Cosmic echoes
- 2002: Wadi valley echoes
- 2002: Nightcries
- 2002: Concert voor vijf percussionisten en band (Converging Worlds)
- 2003: Sonate voor saxofoon en piano
- 2003: Distant reflections
- 2003: Night whispers
- 2003: Muziek voor viool en metaal (percussie-instrumenten)
- 2003: Seven glances at a mirage
- 2003: Cosmic variations on an haunted theme
- 2003: Silhoeuttes
- 2004: Symfonie nr. 1 “Forgotten chants and refrains”
- 2005: Vioolconcert
- 2005: Strijkkwartet nr. 1 (Pearl German)
- 2006: Strijksextet
- 2006: Five things my kids asked me
- 2007: Song of songs
- 2007: Etz Chaim
- 2007: Dubbelconcert voor viool, altviool en orkest
- 2008: A lover and his lass
- 2008: Strijkkwartet nr. 2 (the Edelman String Quartet)
- 2008: Rush
- 2008: Tromboneconcert
- 2008: Zes miniaturen voor viool en percussie
- 2008: Requiem for the fallen
- 2009: Fluitconcert (kamermuziekversie, voor fluit en piano)
- 2010: Starburst (opdracht van het Baltimore Symphony Orchestra)
- 2010: Fluitconcert (opdracht van het Philadelphia Orchestra in 2011)
- 2011: Hope : Oratorium (opdracht van festival Philadelphia)
- 2011: Strijkkwartet nr. 3 (the Miller-Kahn Quartet)
- 2011: Fluitconcert
- 2012: Celloconcert
- 2012: Concerto Grosso

## Discografie
In 2010 waren drie opnamen commercieel uitgegeven: twee compact discs via Naxos en een via een plaatselijk platenlabel uit Baltimore.